# Kati Bontovics

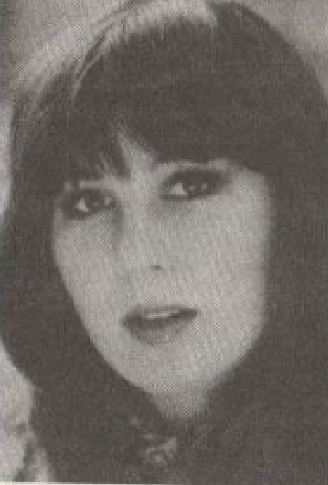
Kati Bontovics

Kati Bontovics (* 30. Januar 1953 in Budapest) ist eine ungarische Sängerin, die sich stilistisch in den Bereichen Pop und Jazz bewegt.

## Leben
Kati Bontovics nahm als Gymnasiastin an einem Gesangswettbewerb zur Talentsuche im Jugendpark (Ifjúsági Park) in Buda teil, welchen sie gewann. Dort wurde der Gitarrist der Gruppe Scampolo, die den Wettbewerb musikalisch begleitete, auf sie aufmerksam und so wurde sie von 1969 bis 1975 die Sängerin der Gruppe. Ab 1970 hatte sie Auftritte beim ungarischen Radio. Von 1973 bis 1977 absolvierte sie als Schülerin von György Vukán und Éva Gábor eine Ausbildung an der Béla-Bartók-Musikfachschule, welche sie mit Auszeichnung im Bereich Jazzgesang abschloss. 1974 erschien eine Single mit ihr und der Sängerin Ildikó Csanálossy, die im Rahmen der Radiosendereihe Tessék választani! entstand. Sie sang den Titel Mondj Le A Holnapról, begleitet vom Ensemble Stúdió 11 des ungarischen Rundfunks. Es folgten Auftritte hauptsächlich in sozialistischen Ländern. Von 1977 bis 1985 arbeitete sie mit dem György Vukán Trio zusammen. 1979 erschien ihr erstes eigenes Album Ártatlan Bűn und 1980 übernahm sie die Gesangsrolle der Klári in dem 78-minütigen ungarischen Animationsfilm Habfürdő. Mitte der 1980er Jahre wurde sie Mitglied der Budapest Big Band, mit der sie beim Pori Jazz Festival auftrat. Weiterhin arbeitete sie mit Imre Kőszegi und Rudolf Tomsits zusammen. 1988 gründete sie ihre eigene Gruppe mit Károly Friedrich (Posaune), Gábor Cselik (Tasteninstrumente) und Tamás Berdisz (Schlagzeug). Ein Jahr später erschien ihr Album I Feel So Good.
Im Jahr 2005 wurde sie mit dem Gábor-Szabó-Preis (Szabó Gábor-díj) ausgezeichnet.